# Excel Saga
Excel Saga är en komisk manga av Rikdo Koshi och anime. Serien handlar om flickan Excel som är medlem i organisationen ACROSS, som ska ta över världen, och tänker börja med att ta över Japan, och tänker inleda denna erövring med erövrande av Fukuoka, staden där ACROSS högkvarter finns. Organisationen består av följande bisarra karaktärer: Excel, flickan med totalt skruvade ideal och som är obotligt förälskad i organisationens ledare; Hyatt, antagligen den sjukligaste varelsen på denna planet (hon har en viss benägenhet att dö i tid och otid); Menchi, en hund vars livsöde är att fungera som nödproviant åt tjejerna; den karismatiske Il Palazzo, ledaren för organisationen. Han föraktar världens dekadens (men i animen använder han själv saker som TV-spel i smyg). Hans vision är en förenad värld under ett styre, honom själv.
Det finns en tråd som går mellan episoderna, men allt är så rörigt och surrealistiskt att de blir i stort sett fristående.
Regissören för animen vid namn Nabeshin dyker upp i någon minut i varje avsnitt av animen och blir en del av sidohistorien med Pedro.
Mangan och animen finns utgivna på engelska, men inte på svenska. Mangan har nått sexton volymer hittills.